# Мельвен
Мельвен (фр. Melgven) — коммуна на северо-западе Франции, находится в регионе Бретань, департамент Финистер, округ Кемпер, кантон Конкарно. Расположена в 25 км к юго-востоку от Кемпера и в 96 км к западу от Ванна, на берегу реки Моро. Через территорию коммуны проходит национальная автомагистраль N165.
Население (2019) — 3 408 человек.

## Достопримечательности
- Церковь Святых Петра и Павла конца XIX века
- Часовни Троицы, Святого Григория и Нотр-Дам XVI века

## Экономика
Структура занятости населения:
- сельское хозяйство — 13,8 %
- промышленность — 6,2 %
- строительство — 10,2 %
- торговля, транспорт и сфера услуг — 38,0 %
- государственные и муниципальные службы — 31,8 %

Уровень безработицы (2018) — 8,8 % (Франция в целом —  13,4 %, департамент Финистер — 12,1 %). 

Среднегодовой доход на 1 человека, евро (2018) — 22 230 (Франция в целом — 21 730, департамент Финистер — 21 970).

## Демография
Динамика численности населения, чел.

## Администрация
Пост мэра Мельвена с 2020 года занимает Катрин Эсван (Catherine Esvant). На муниципальных выборах 2020 года возглавляемый ею список был единственным.
| Период | Период | Фамилия                 | Партия                  | Примечания  |
| ------ | ------ | ----------------------- | ----------------------- | ----------- |
| 1971   | 1982   | Рене Балавен            | Социалистическая партия |             |
| 1982   | 1995   | Жан-Ив Кошеннек         | Коммунистическая партия |             |
| 1995   | 2001   | Анри Бертран            | Разные правые           |             |
| 2001   | 2019   | Мишель Ле Бретон-Эльвиг | Разные левые            | менеджер    |
| 2019   | 2020   | Кристиан Гишар          | Разные левые            | пенсионер   |
| 2020   |        | Катрин Эсван            |                         | учительница |

## Галерея
- Церковь Святых Петра и Павла
- Часовня Святой Троицы